# V.S. Brodie
V.S. Brodie (Stati Uniti d'America, ...) è un'attrice, produttrice cinematografica e manager statunitense.
Inizia la sua carriera nel 1994 producendo e recitando per Rose Troche nel queer cult Go Fish - Segui il pesce. Per la sua interpretazione viene candidata come migliore attrice non protagonista agli Independent Spirit Awards. Lo stesso anno è unit manager di un altro film indipendente, Dead Funny.
Nel 1995 è assistente di produzione nel reparto tecnico di Safe di Todd Haynes e assistente artistica per Stonewall.
Invece nel 1996 torna alla recitazione per un cameo come cantante di karaoke con la protagonista di Go Fish Guinevere Turner in The Watermelon Woman e al management per The Dadshuttle.
Successivamente si ritirerà dalle scene fino al 2010, quando prende parte nel ruolo di se stessa nel documentario indipendente Hooters! e recita in The Owls.
Vive a Parigi.